# استانا (رودخانه)
رود استانا شاخه ای از رودخانه بیستریتا در کشور رومانی می باشد . این رود به دریاچه بیکاز می ریزد . 